# Tušnica
Der Berg Tušnica (höchster Gipfel ist Vitrenik, 1697 m) befindet sich im Südosten der Gemeinde Livno in Bosnien und Herzegowina. Er ist ein beliebtes Ausflugsziel, besonders für Bergsteiger.
Unterhalb des Berges befindet sich das 1888 gegründete Bergwerk Rudnici Tušnica.
Es ist unterteilt sich in drei Betriebe: einen Steinkohle-Tagebau, einen Braunkohle-Tagebau und einen Steinbruch.
Die Gesamtproduktion betrug 1998 37.500 t. Durch große Vorräte (ca. 600 Millionen Tonnen) an Braunkohle in den Gemeinden Livno und Tomislavgrad ist in der Umgebung ein Wärmekraftwerk geplant.
Sendeanlagen am Gipfel senden Signale der bosnischen Fernseh- und Radioprogramme. Ebenfalls befindet sich auf dem Berg eine Mobilfunksendeanlage. Die Stromversorgung der Sendeanlagen wird über die Ortschaft Prisoje sichergestellt.
Am Anfang des Bosnienkrieges, am 8. Mai 1992, wurden die Sendeanlagen von der Jugoslawischen Volksarmee durch einen Raketenangriff zerstört, später aber wiedererrichtet.

## Umgebung der Tušnica
Vom Gipfel hat man, bei entsprechendem Wetter, eine Aussicht bis auf die Insel Brač, auf das Kamešnica und das Livanjsko Polje, sowie das Duvanjsko-Polje-Gebirge. Das Biokovo-Gebirge im Hinterland von Dalmatien ist ebenfalls zu sehen.
Die Ortschaften unterhalb der Tušnica sind Prisoje, Stipaniči und Golinjevo.

## Aufstieg zum Gipfel
Von Prisoje bis zum Gipfel benötigt man etwa 4 Stunden. Dieser Aufstieg gilt aber als besonders steil und anstrengend.